# Víctor Pizarro
Víctor Manuel Pizarro Espinoza (* 16. April 1950 in Santiago de Chile) ist ein ehemaliger chilenischer Fußballspieler. Der Stürmer absolvierte drei Länderspiele für Chile und wurde auf Vereinsebene 1977 chilenischer Meister. 

## Karriere

### Verein
Víctor Pizarro, auch Pelusa genannt, begann 1974 beim CD O’Higgins und wechselte dann zum CD Santiago Morning, wo er gemeinsam mit dem Uruguayer Luis Cubilla im Sturm spielte. Mit 27 Treffern wurde Pizarro Ligatorschützenkönig der Saison 1975. 1976 folgte sein Wechsel zu Unión Española, mit dem er die Meisterschaft 1977 gewann und Vizepokalsieger wurde. 1978 kehrte Pelusa zu O’Higgins zurück. In der Copa Libertadores 1979 erzielte er beim 1:1-Unentschieden gegen den Portuguesa FC aus Venezuela das Tor für seinen Klub. Auch für die Folgesaison qualifizierte sich der Offensivspieler mit dem Klub aus Rancagua wieder für die Copa Libertadores, jedoch schloss sich Pizarro Green Cross Temuco an und beendete nach der Saison seine Karriere.

### Nationalmannschaft
Víctor Pizarro absolvierte für die Nationalmannschaft Chiles im Juni 1975 unter Trainer Pedro Morales bei der Copa Juan Pinto Durán gegen Uruguay sowohl Hin- als auch Rückspiel als Einwechselspieler. Das Rückspiel endete in einer Schlägerei und wurde in der 79. Spielminute abgebrochen. Pizarro war der einzige Feldspieler beider Teams, der keinen Platzverweis erhielt. Im Oktober 1976 bestritt der Offensivspieler sein letztes Länderspiel für die La Roja, wieder in der Copa Juan Pinto Durán gegen Uruguay.

## Erfolge
Unión Española
- Primera División: 1977

## Auszeichnungen
- Torschützenkönig der Primera División: 1975